# Grödeni-hágó
A Grödeni-hágó vagy Gardena-hágó (németül: Grödnerjoch vagy Grödner Joch; olaszul: Passo Gardena; grödeni ladin nyelvjárásban Jëuf de Frea; Gader-völgyi ladin nyelvjárásban Ju de Frara) egy 2121 méter magasan fekvő hegyi hágó a Középső-Dolomitokban. Nevét a nyugat felől hozzá felvezető Grödeni-völgy (németül: Grödnertal, olaszul: Val Gardena után nyerte. Dél-Tirol területén fekszik, összeköti a nyugati Gröden (Grödeni-) völgyet a keleti Felső-Gader-völgyben (Alta Val Badia) fekvő Corvara in Badia községgel. Népszerű túra- és télisport-központ, a Dolomiti Superski pályarendszer és a Sellaronda sí-körtúra része.

## Fekvése
A Grödner-hágó (vagy Grödeni-nyereg) a Középső-Dolomitokban, a Sella-hegycsoport északi oldalán fekszik, elválasztva azt a Puez-Geisler (olaszul Púez-Odle) Természetvédelmi Területtől, amelynek legdélibb hegycsoportja a Puez-csoport, ennek legdélibb kiszögellései, a Cir-csúcsok (Cirspitzen, Gruppo del Cir) a Grödeni-hágó északi határfalát képezik. Vízválasztót képez nyugaton Grödner-patak és a keleti Gader-patak között (utóbbi a Rienz folyóba ömlik), de végül mindkettő az Eisack folyóba torkollik.
A hágó teljes egészében Dél-Tirol területén fekszik. A hágóra nyugat felől, Wolkenstein községből a Gröden-völgy felső szakasza vezet fel. (A 40 km hosszú Gröden-völgy alsó vége északnyugaton az Eisack (Isarco) folyó völgyében végződik, benne folyó a Grödeni-patak Waidbrucknál (Ponte Gardena) torkollik az Eisack folyóba.
A széles hágóból a kilátást nyugat felé a Langkofel-csoport névadójának, a 3181 m magas Langkofel sziklahegynek hosszan elnyúló délkeleti fala zárja el. Kelet felé a hágóból kilátás nyílik a Gader-völgy sziklatornyaira: a Sass Songher-re, a Fanes-csoport csúcsaira, a Heiligkreuzkofelre (Sasso di Santa Croce), Cunturines-csúcsra (Piz Cunturines), a Lavarela-csúcsra (Piz Lavarela), és a messze keleten fekvő Tofanák csúcsaira.
A hágót délről a Sella-hegycsoport északi falai képezik, a domináns Le Méisules (2995 m) csúccsal.
A hágó egyike a Sella-csoportot közrefogó négy alpesi hágónak (Gröden, Campolongo, Pordoi és a Sella). A négy hágó lejtőin építették ki a Sellaronda nevű sípálya és síliftrendszert, amelynek révén a hegycsoport teljesen körbesíelhető.

## Közlekedése
A hágón az SS243 számú országos főút halad át, amely nyugaton az SS242-es Gröden-völgyi főútból ágazik ki, a Sella-hágó északi rámpáján, Plan de Giralba turistaközpontnál, amely közigazgatásilag a Gröden-völgyi Wolkensteinhez tartozik. A Grödeni-hágó keleti rámpája Corvara in Badia községnél torkollik bele az észak-déli irányú SS244-es főútba, amely a Gader-völgyben (Val Badia) halad végig, északon St. Lorenzennél a Puster-völgyből indul, áthalad a Sella-csoportot keletről határoló Campolongo-hágón, és délen Arabba síközpontnál a Buchenstein-völgyben az SS48-as főútba csatlakozik. (Az S48-as főút nyugat felé a Pordoi-hágóra, kelet felé a Falzarego-hágóra visz).

## Történelme
Régészeti leletek tanúsága szerint a hágók környéke már a kőkorszakban lakott volt. Az év nagy részében jól járható Sella- és Grödeni-hágók ókori és középkori használatáról semmi közelebbit nem tudunk.
Tirol grófság, majd koronatartomány a napóleoni háborúkig a Habsburg Birodalomhoz tartozott. A Pozsonyi béke (1805)szerződés értelmében 1805-től Bajorország szerezte meg. Az 1815-ös bécsi kongresszus visszaadta a Habsburg Birodalomnak. 1867-től az Osztrák–Magyar Monarchia részévé vált.
Az Osztrák–Magyar Monarchia korszakában, az 1870-es években a Dolomitokat felfedezte a turizmus. A Grödeni-hágó sokáig kimaradt ebből fejlődésből, mert a hágón nem volt járható út. A hágóban az első vendégfogadót 1895–96-ban építette a Német és Osztrák Alpinista Egyesület (Deutscher und Österreichischer Alpenverein) bozeni szekciója.
Az első világháborúban a Grödeni-hágó nem került közvetlenül a frontvonalra, mert az délebbre, a Marmolada – Buchenstein-völgy – Col di Lana – Valparola-hágó – Tofanák vonalán húzódott. 1915-ben katonai szállítási célokra utat építettek a Grödeni-hágón keresztül is. Bozenből a Grödeni-völgyön át keskeny vágányú vasútvonalon folyt a szállítás Plan de Giralbáig. Itt átrakodó állomást létesítettek, Innen a Grödeni-hágón át drótkötélpályán szállították a hadianyagot Corvarába, innen tovább a Campolongo-hágón át az arabbai frontszakaszra. Egy másik szállítási útvonalat is kiépítettek, a Sella-hágón és a Pordoi-hágón át vezető drótkötélpályákkal, hasonló célra.
1919-ben a saint-germaini békeszerződés értelmében Tirol déli felét az Olasz Királyság szerezte meg, létrehozták belőle Bolzano megyét, amelyet összevontak az olasz lakosságú Trento megyéhez, megalkotva az olasz többségű Trentino-Alto Adige régiót.
Dél-Tirol elcsatolása után 1920. május 5-én a Grödeni-hágón találkozót tartottak a tiroli ladinok képviselői. Tiltakoztak önrendelkezési joguk megvonása ellen, és követelték, hogy az olasz kormány ismerje el a őket önálló etnikumként. (Ezt azonban csak a második világháború után, 1972-ben sikerült elérni, Dél-Tirol autonómiájának kiharcolása után).
Az 1950-es évek közepétől a Dolomitokban nőni kezdett a turistaforgalom. A hágó aszfaltozott útja csak 1960 után épült meg. A hágó mindkét oldalán a jelzett turistautak és mászóutak sűrű hálózatát alakították ki. Az első műemlék vendégfogadó körül további szállodák, vendéglátóhelyek, üzletek épültek.

## Turizmus, sport
A Grödeni-hágó a szomszédos Sella-hágóval és Campolungo-hágóval, valamint a Pordoi-hágóval együtt alkotja a Sellaronda (Sellarunde) elnevezésű körkörös sípálya- és síliftrendszert, amelyet a Sella hegytömb körül építettek ki az 1980-as években. Átlagos sítudású személy a Sella-kör pályáin az egész hegycsoportot néhány óra alatt megkerülheti, és még a liftek üzemidejében biztonsággal visszaérhet kiindulási pontjára. A kör bármelyik irányban körbesíelhető, a lifteket és a pályákat térképek és jelzőtáblák alapján lehet követni.
A Sella hegytömb környékének gondozott és karbantartott sípályái és síliftjei a Dolomiti Superski regionális sípálya-szövetség tagjai. A Sella-kör végig-sízéséhez a Dolomiti Superski rendszer négy zónájának jegye vagy bérlete szükséges (Fassa-völgy, Gröden, Gader-völgy-Alta Badia és Arabba).

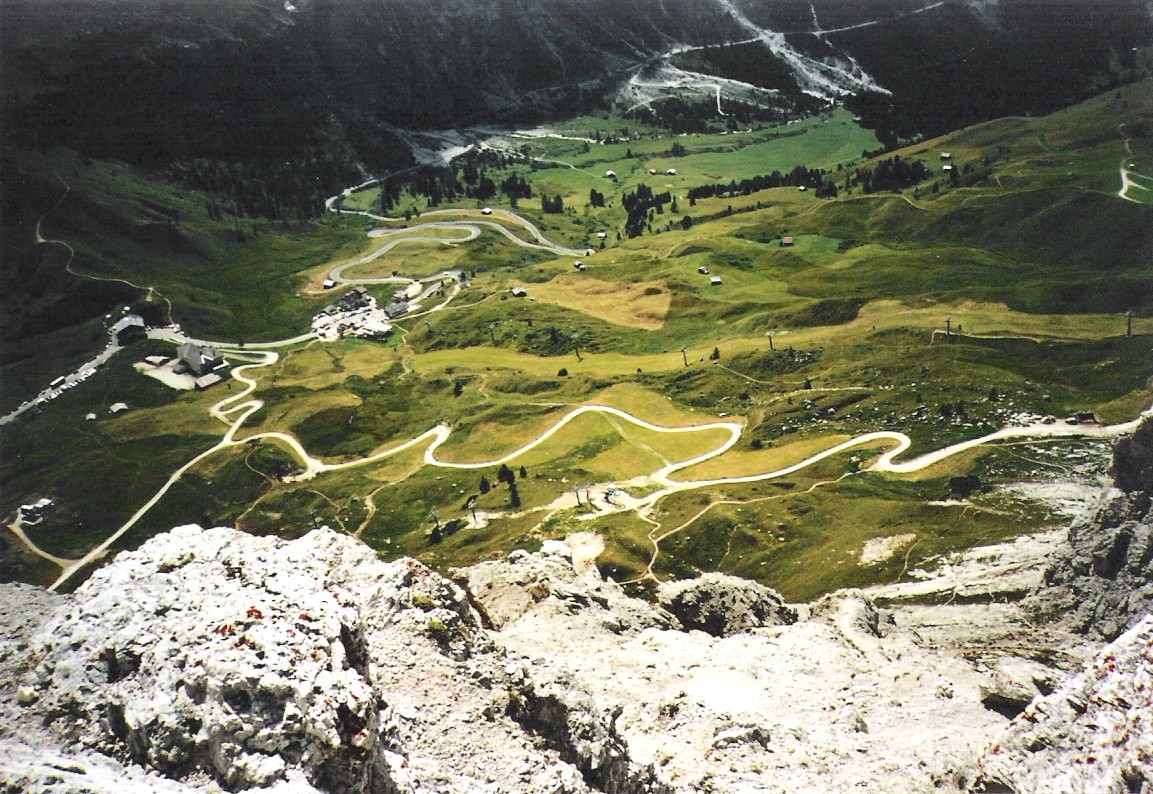
A hágó a Cir-csúcsról nézve

Tavasztól őszig túraösvények vezetnek a hágóból lefelé mindkét irányban, Corvara és Wolkensteini felé is. Az utak nyomvonala vagy a Plan de Frea nevű lejtőn, vagy a liftek alatt vezető Dantercepies-völgyön át visz. Ezek a hegyoldalak télen sípályaként működnek.
A 2. sz. Dolomiti magashegyi túraút (Höhenweg No. 2), a Grödeni-hágóból dél felé a Sella-hegycsoport belsejébe vezet. Több szakasza vasalt mászóút jellegű. Gyakorlott hegymászók népszerű útvonala a nehéz Pisciadù-mászóút (Pisciadù-Steig / Via ferrata Brigata Tridentina), amelynek része egy függőhíd is, az Exner-tornyon. Ugyanez a magashegyi túraút a Grödeni-hágó északi oldaláról a Cir-csúcsokon keresztül a Crespeina-fennsíkra, a hasonló nevű tóhoz vezet. Innen lehet behatolni a Puez-hegycsoport belsejébe.

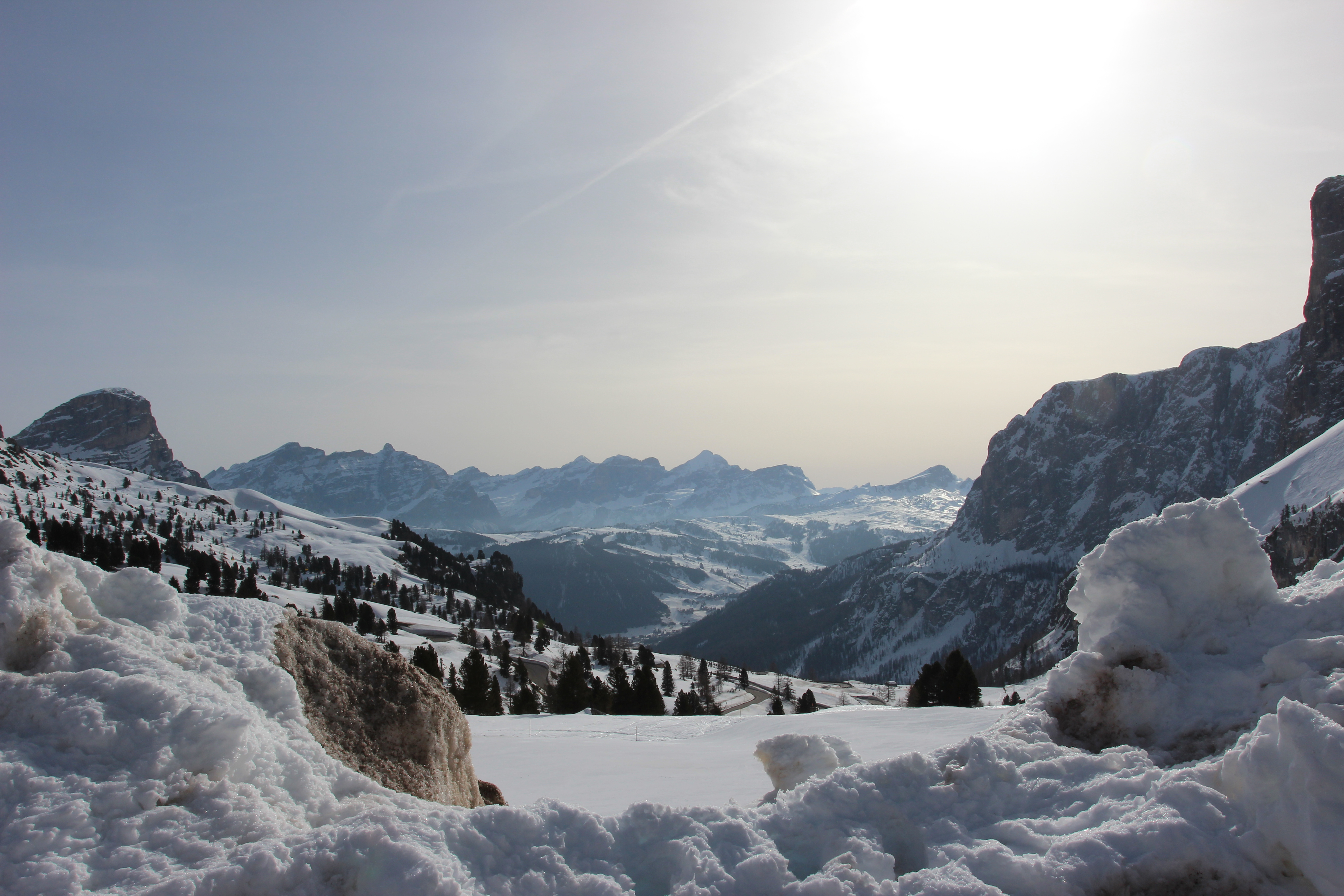
Kilátás a hágóból kelet (a Gader-völgy) felé
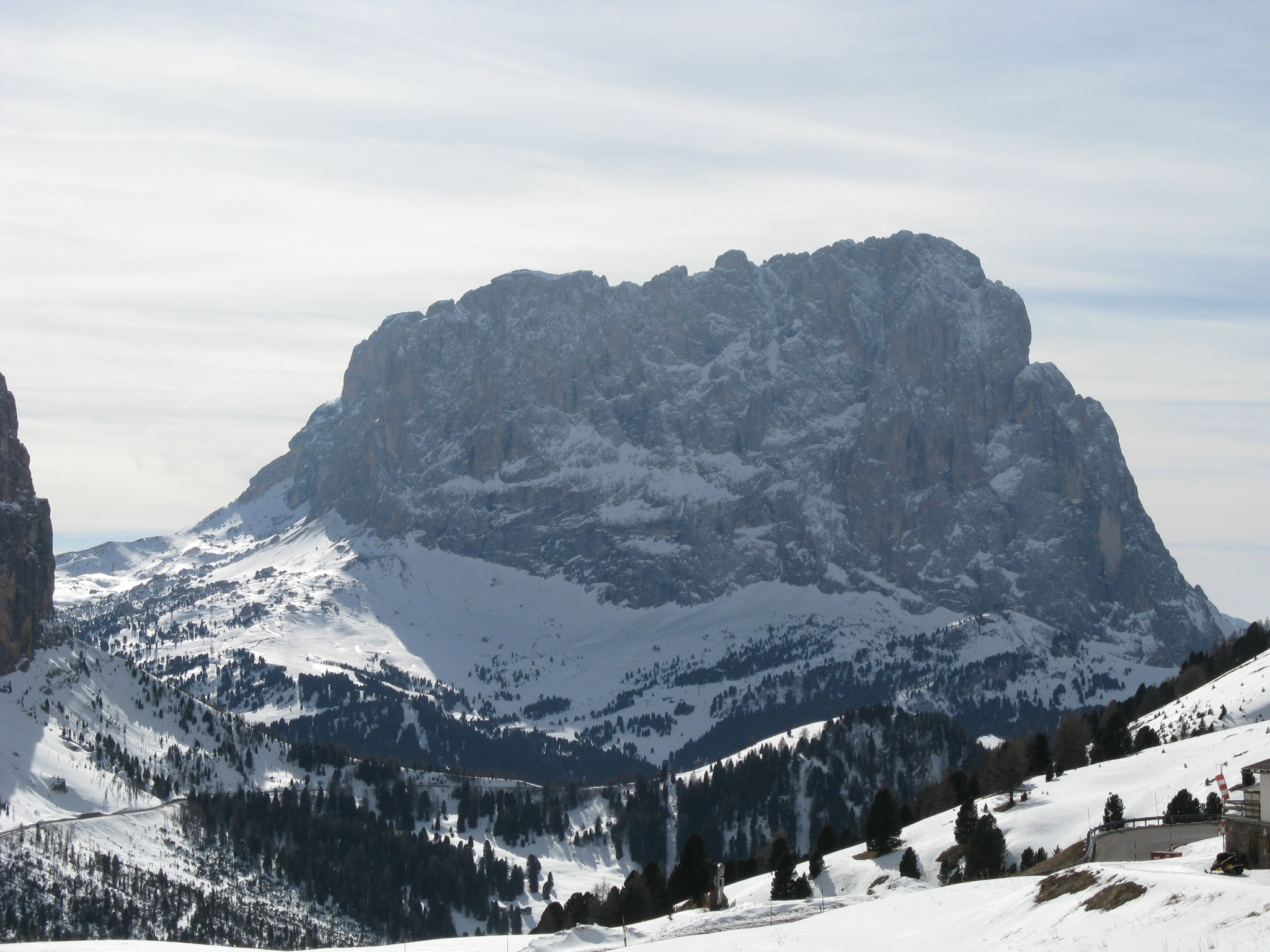
Kilátás nyugatnak: a Langkofel
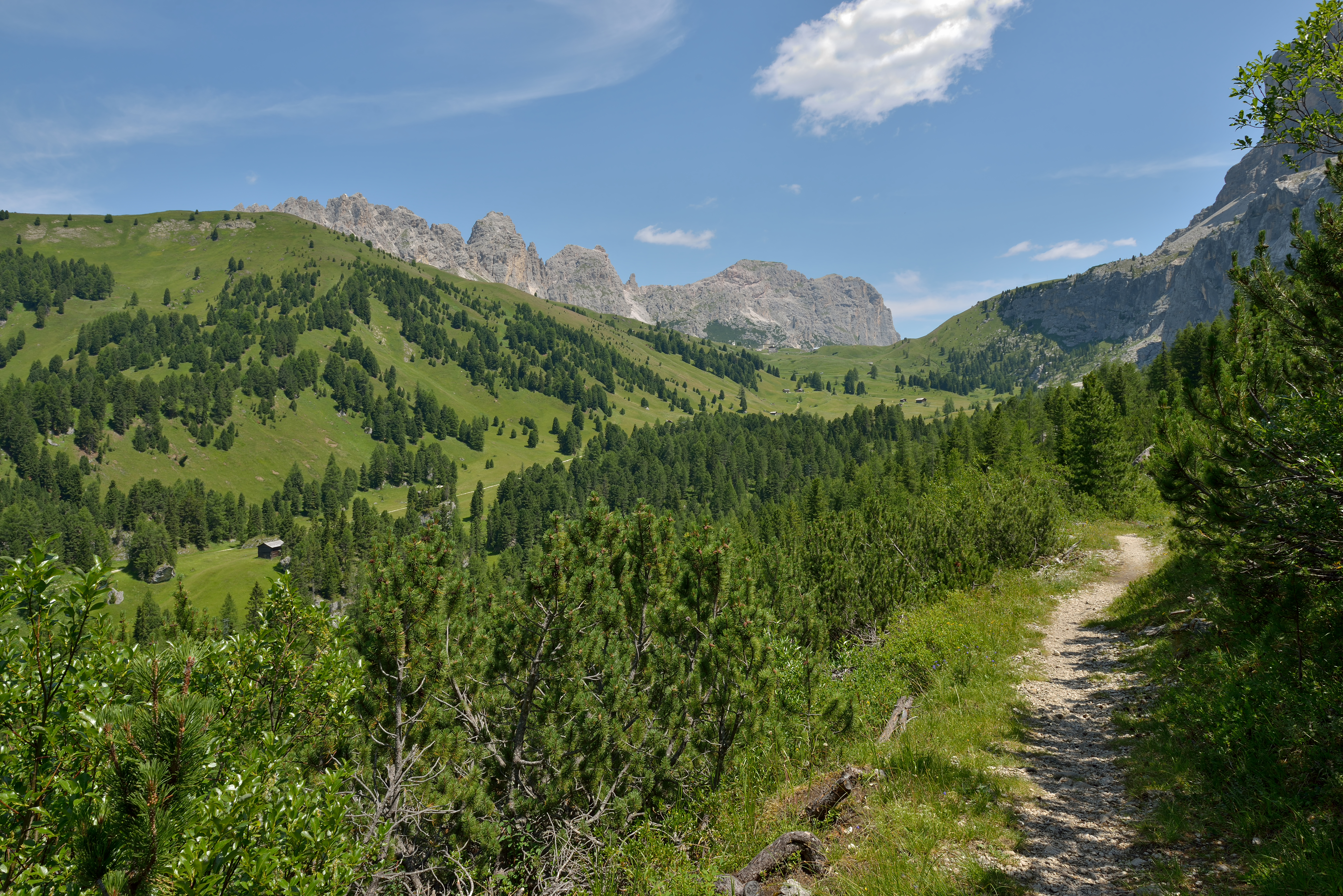
A Plan de Frea fennsík és a Cir-csúcsok
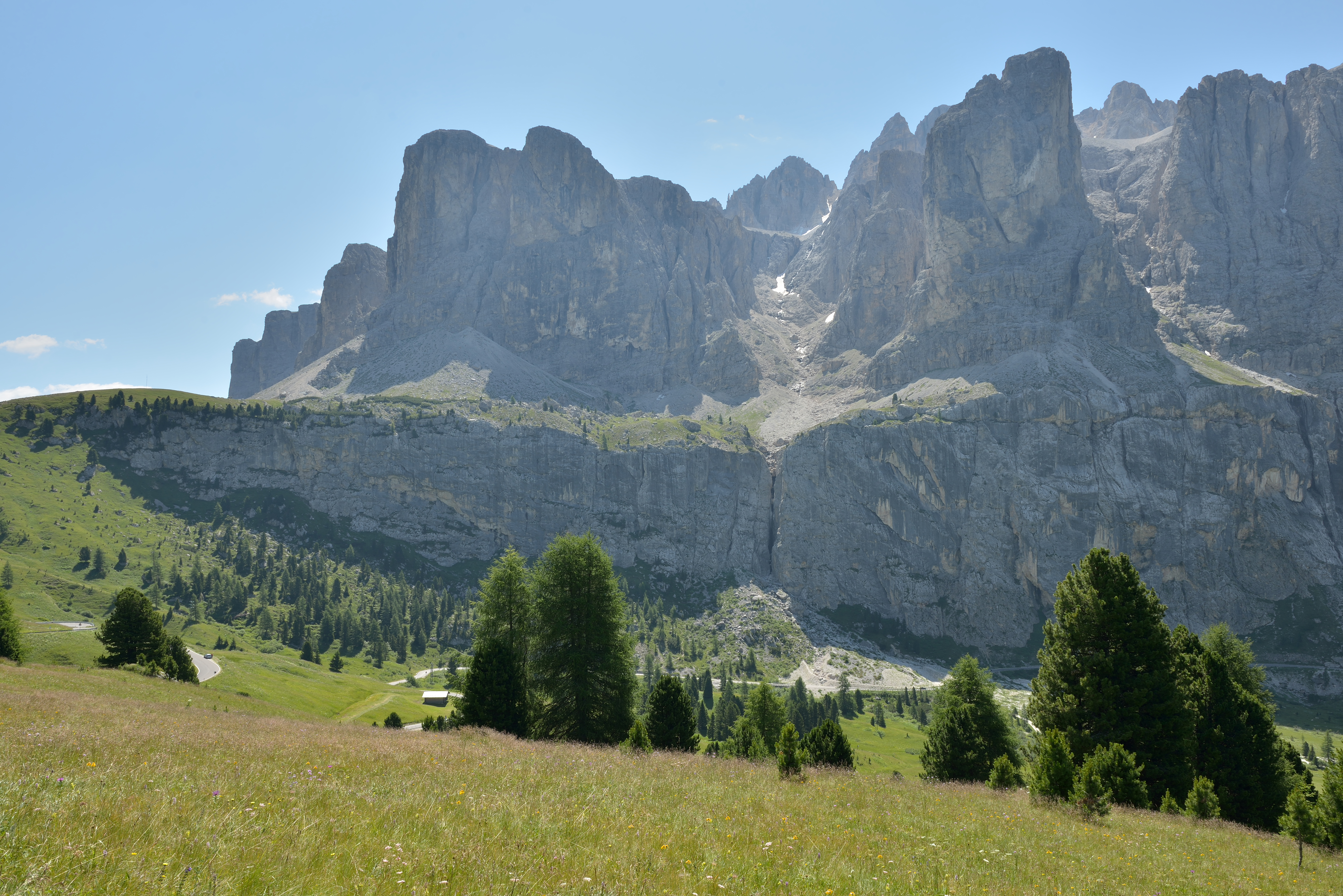
A Culea-völgy és a Murfreit-tornyok